# دسته‌های عناصر شیمیایی

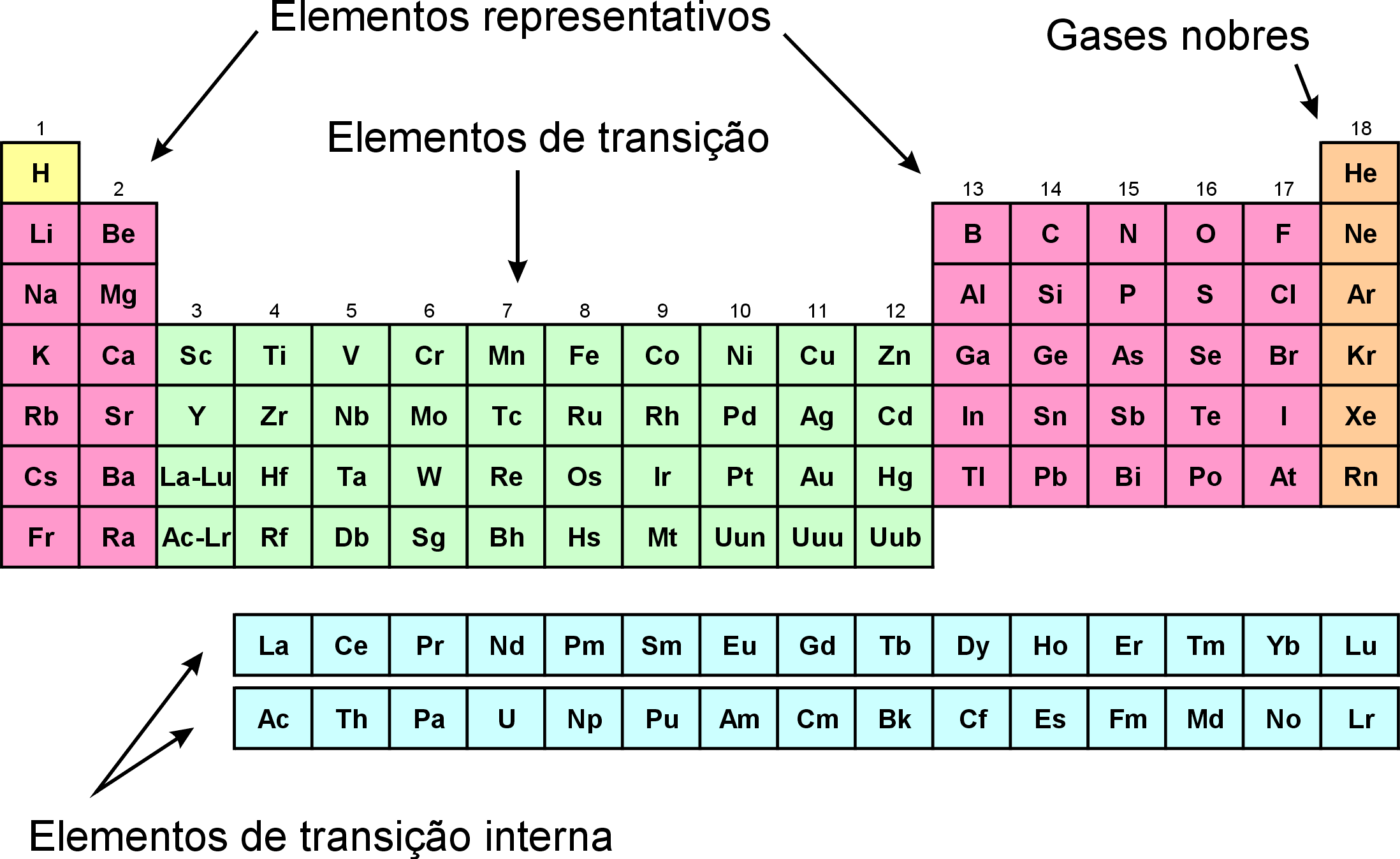
جدول تناوبی عناصر شیمیایی

در حال حاضر ۱۱۸ عنصر شیمیایی شناخته شده وجود دارد که خصوصیات فیزیکی و شیمیایی بسیار متنوعی از خود نشان می‌دهد. در بین این تنوع زیاد، دانشمندان دریافته‌اند که استفاده از نامگذاری دسته‌های مختلف این عناصر که خصوصیات مشابهی دارند به منظور بررسی و مطالعه آنها کاربردی است. بسیاری از این دسته‌ها به‌طور کلی توسط آیوپاک شناسایی شده‌اند.
دسته‌های نام زیر توسط آیوپاک توصیه شده‌است: 
- فلزهای قلیایی– فلزات گروه ۱: Li, Na, K, Rb, Cs, Fr.
- فلزهای قلیایی خاکی– فلزات گروه ۲: Be, Mg, Ca, Sr, Ba, Ra.
- گروه نیتروژن– عناصر گروه ۱۵: N, P, As, Sb, Bi. (Mc خصوصیات آن به‌طور کلی شناخته نشده‌است)
- کالکوژن– عناصر گروه ۱۶: O, S, Se, Te, Po. (Lv خصوصیات آن به‌طور کلی شناخته نشده‌است)
- هالوژن– عناصر گروه ۱۷: F, Cl, Br, I, At. (Ts خصوصیات آن به‌طور کلی شناخته نشده‌است)
- گاز نجیب– عناصر گروه ۱۸: He, Ne, Ar, Kr, Xe, Rn. (Og خصوصیات آن به‌طور کلی شناخته نشده‌است)
- لانتانیدها– عناصر ۵۷–۷۱: La, Ce, Pr, Nd, Pm, Sm, Eu, Gd, Tb, Dy, Ho, Er, Tm, Yb, Lu.
- آکتینیدها– عناصر ۸۹–۱۰۳: Ac, Th, Pa, U, Np, Pu, Am, Cm, Bk, Cf, Es, Fm, Md, No, Lr.
- عنصرهای خاکی کمیاب– Sc, Y, به همراه لانتانیدها.
- فلز واسطه – عناصر گروه‌های ۳ تا ۱۱ یا ۳ تا ۱۲.

یک دسته‌بندی رایج دیگر درجه رفتار فلزات، شبه فلزات و نافلزها و خصوصیات آن‌ها است. هیچگونه توافق جامعی بر روی نام این دسته‌ها وجود ندارد. این دسته‌ها شامل موارد زیر است:
- فلزات قلیایی، قلیایی-خاکی و گازهای نجیب (مانند سامانه آیوپاک بالا)
- عناصر واسطه که همان فلزات واسطه بالا هستند.
- لانتانوئیدها و آکتینوئیدها که همان لانتانیدها و آکتینیدها هستند.
- عناصر خاکی کمیاب، کالکوژن و هالوژن‌ها به عنوان یک دسته ذکر نشده‌اند.
- دیگر دسته‌های نام‌گذاری به شرح زیر است:
  - فلزات پس‌واسطه– فلزات گروه‌های ۱۲–۱۸: Zn, Cd, Hg, Al, Ga, In, Tl, Sn, Pb, Bi, Po. دوره ۷ عناصر Nh, Fl, Mc, Lv, و Ts. همچنین Og می‌تواند یکی از عناصر این دسته باشد.
  - شبه‌فلز– عناصری با خواص مابین فلزات و غیر فلزات: B, Si, Ge, As, Sb, Te, At.
  - نافلزهای فعال – نافلزهایی که فعالیت شیمیایی دارند (بر خلاف گازهای نجیب): H, C, N, P, O, S, Se, F, Cl, Br, I
  - آکتینیدهای ویژه– سری تئوری از عناصر ۱۲۱ تا ۱۵۷ که شامل بلوک-جی پیش‌بینی‌شده از جدول تناوبی است.

نام‌های دیگری برای دسته‌های عناصر به‌طور عمومی رایج است که این نام‌ها الزاماً تمام جدول تناوبی را پوشش نمی‌دهد.
- فلز گران‌بها– گروهی بسیار متنوع از فلزات غیر رادیواکتیو که دارای ارزش اقتصادی بالایی هستند.
- فلزات مسکوک– فلزات متنوعی که برای ساخت مسکوکات به‌کار می‌روند از جمله عناصر گروه ۱۱ شامل Au, Ag, Cu.
- گروه پلاتین– Ru, Rh, Pd, Os, Ir, Pt.
- فلزات نجیب– فلزاتی که در مقابل خوردگی مقاوم هستند. این فلزات به‌طور کلی شامل Ag, Au است.
- فلز سنگین– عناصر این دسته بر حسب دانسیته، عدد اتمی و سمیت طبقه‌بندی می‌شود.
- فلز بومی– فلزاتی که به‌طور خالص در طبیعت به وفور یافت شده و فلزات نجیب را هم در بر می‌گیرد مانند Sn و Pb.
- فلزات خاکی – یک نام تاریخی قدیمی که معمولاً به فلزات گروه‌های ۳ و ۱۳ ارجاع داده می‌شود اما گاهی برلیوم و کروم را هم شامل می‌شود.
- عنصرهای فرااورانیم– عناصری با عدد اتمی بالاتر از ۹۲.
- عنصر فوق سنگین– عناصری با عدد اتمی بالاتر از ۱۰۳ که در حقیقت پس از آکتینیدها قرار می‌گیرد.
- عنصرهای فرااورانیم– عناصری با عدد اتمی بالاتر از ۹۴.
- Minor actinide – آکتینیدهای یافت‌شده در مقادیر مشخصی از سوخت هسته‌ای به جز U و Pu شامل Np, Am, Cm.
- اتم‌های سنگین – عبارت استفاده شده در شیمی محاسباتی که به عناصری به جز هیدروژن و هلیوم اشاره دارد.